# نانوفايتوز
== النانوفايتوز - الفوائق المنمنمة ==
النانو فايتوز كمصطلح يجمع بين تقنية النانو [[[طب]] النانو تقنية المنمنمات]  فزيائياً و تقنية الفايتوز فوائق طبيعية ] ككيمياء طبيعية
تهتم تقنية النانوفايتوز (بالإنجليزية: Nano Phytos) بتأثير مستخلصات الفايتوز الفائقة التركيز من ناحية الكيمياء الطبيعية بعد التقسيم فزيائياً بحجم صغير جداً لدقائق الفوائق - يضاف إلى ذلك تأثير التراكب الاندماجي للفايتوزات النانوية إذا ما دمجت ببعضها فتضاعف تأثير بعضها بعضاً في منظومة قيد التفسير حتى الآن بالرغم من تأثيراتها المثبتة في الكثير من الأبحاث على مر العصور لمصادرها الأصلية من نباتات و زهور و مواد طبيعية
في حين أن الفايتوز هي فوائق مركزة جداً للمادة الطبيعية مستخلصة من مصادرة الطبيعية مثل أر 13 من الجنسنج البري فإن تقسيمها فزيائياً إلى دقائق صغيرة يقرب من حجم الخلية الأدمية يمكن تلك الفوائق من الوصول للمناطق المستهدفة علاجياً بدون تدميرها بعصائر المعدة أو حواجز الجسم الطبيعية
ايتكارات تقنية النانو فايتوز في المرور من خلال اللسان إلى مجرى الدم من خلال العسل الطبيعي النانوي هو إحدى تطبيقات النانوفايتوز الناجحة في العلاج الطبيعي بدون آثار جانبية
منمنمات الفوائق تعتبر أحدث تركيز للمواد الطبيعية العلاجية من حيث النوع و الشكل

## وصلات خارجية
- معامل نانوماكس الكندية - القسم العربي - منمنمات الفوائق